# Warden Pass
Il Warden Pass è un valico montano coperto di neve, posto a circa 1.000 m di altitudine e con orientamento est-ovest che mette in comunicazione il fianco nordoccidentale del Fuchs Dome con il Flat Top, nella Catena di Shackleton, nella Terra di Coats in Antartide.
Fu ispezionato per la prima volta dalla Commonwealth Trans-Antarctic Expedition (CTAE) nel 1957.
L'attuale denominazione fu assegnata nel 1971 dal Comitato britannico per i toponimi antartici (UK-APC), in onore del britannico Michael A. Warden, assistente generale della British Antarctic Survey (BAS), di stanza presso la Stazione Halley nel periodo 1970-72.